# Luisa Geisler
Luisa Dalla Valle Geisler (Canoas, 1991) é uma escritora e tradutora brasileira.

## Carreira e premiações
Luisa é formada pela Universidade Federal do Rio Grande do Sul, com mestrado em Processo Criativo pela Universidade Nacional da Irlanda.
Aos 19 anos ganhou o Prêmio Sesc de Literatura de 2010 na categoria Conto, por seu livro de estreia, Contos de mentira, também finalista do Prêmio Jabuti. No ano seguinte recebeu o mesmo prêmio, desta vez na categoria Romance, com Quiçá.
Em 2012 foi incluída na antologia Os melhores jovens escritores brasileiros, editada pela revista Granta. Foi a mais jovem autora selecionada para a coleção.
Em 2019 o romance De espaços abandonados, lançado no ano anterior, conquistou a categoria Narrativa longa do Prêmio Açorianos de Literatura. O infanto-juvenil Enfim, capivaras, lançado em 2019, recebeu no ano seguinte o Prêmio APCA de Literatura.

## Obras
- 2010 - Contos de mentira
- 2011 - Quiçá
- 2014 - Luzes de emergência se acenderão automaticamente
- 2018 - De espaços abandonados
- 2019 - Enfim, capivaras
- 2020 - Corpos secos (com Samir Machado de Machado, Marcelo Ferroni e Natalia Borges Polesso)[9]
- 2021 - A angústia das pequenas coisas ridículas